# Vahid Amiri
Vahid Amiri (en persa: زانا وحید امیری‎; Piranshahr, 2 de abril de 1988) es un futbolista iraní que juega en la demarcación de centrocampista para el Persepolis FC de la Iran Pro League.

## Selección nacional
Hizo su debut con la selección de fútbol de Irán el 4 de enero de 2015 en un encuentro amistoso contra Irak que finalizó con un resultado de 0-1 a favor del combinado iraní tras un gol de Sardar Azmoun. Además llegó a disputar diecisiete partidos de la clasificación para la Copa Mundial de Fútbol de 2018.

### Goles internacionales
| # | Fecha               | Estadio                           | Oponente  | Gol | Resultado | Competición                        |
| - | ------------------- | --------------------------------- | --------- | --- | --------- | ---------------------------------- |
| 1 | 26 de marzo de 2015 | NV Arena, Sankt Pölten, Austria   | Chile     | 2-0 | 2-0       | Amistoso                           |
| 2 | 3 de junio de 2021  | Estadio Al Muharraq, Arad, Baréin | Hong Kong | 2-0 | 3-1       | Clasificación para el Mundial 2022 |

## Clubes
| Club                    | País    | Año       | Partidos | Goles |
| ----------------------- | ------- | --------- | -------- | ----- |
| Datis Lorestan FC       | Irán    | 2008-2009 |          |       |
| Kowsar Lorestan FC      | Irán    | 2009-2010 |          |       |
| Gahar Zagros FC         | Irán    | 2010-2011 |          |       |
| Naft Masjed Soleyman FC | Irán    | 2011-2013 | 50       | 2     |
| Naft Tehran FC          | Irán    | 2013-2016 | 95       | 12    |
| Persepolis FC           | Irán    | 2016-2018 | 72       | 9     |
| Trabzonspor             | Turquía | 2018-2019 | 26       | 3     |
| Persepolis FC           | Irán    | 2019-     | 101      | 12    |

## Palmarés

### Campeonatos nacionales
| Título            | Club           | País | Año  |
| ----------------- | -------------- | ---- | ---- |
| Copa Hazfi        | Naft Tehran FC | Irán | 2015 |
| Iran Pro League   | Persepolis FC  | Irán | 2017 |
| Supercopa de Irán | Persepolis FC  | Irán | 2017 |
| Iran Pro League   | Persepolis FC  | Irán | 2020 |
| Iran Pro League   | Persepolis FC  | Irán | 2021 |